# 広岳院
広岳院（こうがくいん）とは東京都港区高輪1-24-6に存在する曹洞宗の寺院。山号は医王山。

## 概要
常陸国（現・茨城県）の永厳寺の末寺。信濃国飯山藩主となった佐久間氏ゆかりの寺である。寺号は飯山藩佐久間氏初代藩主安政の嫡男・勝宗の法名・広岳院殿より名付けられた。

## ロケーション
- 入口はいると正面に本堂。入口左の駐車空間がある。墓地は境内を右に出て、路地を進むとある。
- 正面向川に丸山神社が存在する。